# 甲藻甾醇
甲藻甾醇（英語：Dinosterol，或称作4α,23,24-三甲基-5α-胆甾-22E-烯-3β-醇，4α,23,24-trimethyl-5α-cholest-22E-en-3β-ol）是一种甲藻甾烷的衍生物，是双鞭毛虫门（甲藻）产生的甾体物质，很少出现于其他生物。